# Demografía de Comoras

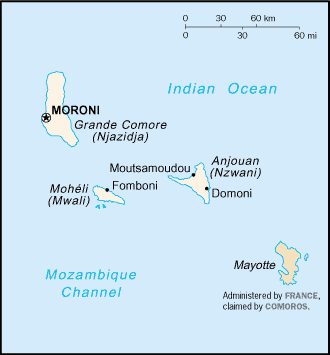
Mapa de las Comoras

Los comorenses, y la escuela coránica para niños refuerza su influencia. Aunque la cultura islámica está firmemente establecida en todas partes, una pequeña minoría es cristiana.
El idioma más común es el idioma comorano, relacionado con idioma suajili. También se habla francés y árabe. Alrededor del 89% de la población está alfabetizada.
Las Comoras han tenido siete censos desde la Segunda Guerra Mundial:
- 7 de septiembre de 1958: 183,133
- 6 de julio de 1966:[3]
- Nota: en 1974 Mayotte dejó de formar parte de las Comoras.
- 15 de septiembre de 1980: 335.150
- 15 de septiembre de 1991: 446.817
- 15 de septiembre de 2003: 575.660

Las cifras de densidad demográfica ocultan una gran disparidad entre la isla más populosa de la república, Nzwani o Anjpuan, que tenía una densidad de 470 personas por kilómetro cuadrado en 1991; Ngazidja o Gran Comora, que tenía una densidad de 250 personas por kilómetro cuadrado en 1991; y Mwali o Mohéli, donde la cifra de población de 1991 era de 120 personas por kilómetro cuadrado. La densidad de población aumentó a alrededor de 285 personas por kilómetro cuadrado en 1994. En comparación, las estimaciones de la densidad de población por kilómetro cuadrado de los otros microstatos de las islas del Océano Índico oscilaban entre 241 (Seychelles) y 690 (Maldivas) en 1993. Dado el terreno accidentado de Ngazidja y Nzwani y la dedicación de extensas extensiones a la agricultura en las tres islas, las presiones demográficas en las Comoras son cada vez más críticas.
La estructura por edades de la población de las Comoras es similar a la de muchos países en desarrollo, ya que la república tiene una proporción muy grande de jóvenes. En 1989, el 46,4% de la población tenía menos de quince años de edad, una proporción superior a la media incluso para el África subsahariana. La tasa de crecimiento de la población fue un 3,5% anual relativamente alto a mediados de los años ochenta, un aumento sustancial del 2,0% a mediados de los setenta y del 2,1% a mediados de los años sesenta.
En 1983, el régimen de Abdallah pidió prestado 2,85 millones de dólares a la Asociación Internacional de Fomento para diseñar un programa nacional de planificación familiar. Sin embargo, las reservas islámicas acerca de la anticoncepción hicieron que la defensa directa y la implementación de los programas de control de la natalidad fueran peligrosas desde el punto de vista político, por lo que poco se hizo en la política pública.
La población comoriana se ha ido urbanizando cada vez más en los últimos años. En 1991, el porcentaje de comoranos que residían en ciudades y pueblos de más de 5.000 personas era de alrededor del 30%, frente al 25% en 1985 y el 23% en 1980. Las ciudades más grandes de Comoras eran Moroni, con cerca de 30.000 personas, y la ciudad portuaria de Mutsamudu, en la isla de Nzwani, con cerca de 20.000 personas.
La migración entre las diversas islas es importante. Los nativos de Nzwani se han establecido en números significativos en Mwali menos atestado, causando algunas tensiones sociales, y muchos Nzwani también emigran a Maore. En 1977 Maore expulsó a los campesinos de Ngazidja y Nzwani que se habían establecido recientemente en gran número en la isla. A algunos se les permitió volver a empezar a partir de 1981, pero únicamente como trabajadores migrantes.
El número de comoranos que viven en el extranjero se ha estimado en entre 80.000 y 100.000; durante el período colonial, la mayoría de ellos vivían en Tanzania, Madagascar y otras partes del sureste de África. El número de comoranos que residían en Madagascar se redujo drásticamente después de los disturbios anticomorenses en diciembre de 1976 en Mahajanga, en los que murieron al menos 1400 comoranos. Hasta 17.000 comoranos abandonaron Madagascar para buscar refugio en su tierra natal sólo en 1977. Cerca de 100.000 comoranos viven en Francia; muchos de ellos habían ido allí para una educación universitaria y nunca regresaron. Pequeños números de indios no residentes y de indios de origen indio, de Malgache, de Sudáfrica y de Europa (en su mayoría franceses) en las islas y desempeñan un papel importante en la economía. La mayoría de los franceses abandonaron el país tras la independencia en 1975.

## Población

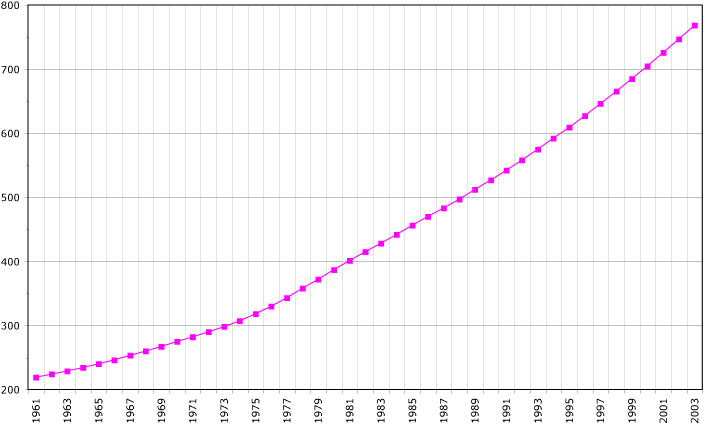
Datos demográficos de las Comoras, datos de la Organización de las Naciones Unidas para la Agricultura y la Alimentación (FAO), año 2005; Número de habitantes en miles.

### Proyecciones de población de la ONU
Los números están en millares. Proyecciones de la variante media de la ONU.
- 2010:	734,75
- 2015:	832,40
- 2020:	933,33
- 2025:	1,041,15
- 2030:	1,160,26
- 2035:	1,290,20
- 2040:	1,425,97
- 2045:	1,562,91
- 2050:	1,700,13

## Estadísticas vitales[5]
| Periodo | Nacimientos por año | Muertes por año | Cambio natural por año | TBN* | TBM* | CN*  | TFR* | TMI* |
| --- | ------------------- | --------------- | ---------------------- | ---- | ---- | ---- | ---- | ---- |
| 1950-1955 | 8 000               | 4 000           | 4 000                  | 46,8 | 24,0 | 22,8 | 6,00 | 178  |
| 1955-1960 | 9 000               | 4 000           | 5 000                  | 48,9 | 22,9 | 26,0 | 6,60 | 167  |
| 1960-1965 | 10 000              | 4 000           | 6 000                  | 48,0 | 20,8 | 27,2 | 6,91 | 154  |
| 1965-1970 | 11 000              | 4 000           | 6 000                  | 46,8 | 18,9 | 27,9 | 7,05 | 141  |
| 1970-1975 | 12 000              | 4 000           | 8 000                  | 46,8 | 16,9 | 29,8 | 7,05 | 127  |
| 1975-1980 | 14 000              | 5 000           | 10 000                 | 47,9 | 15,6 | 32,3 | 7,05 | 116  |
| 1980-1985 | 17 000              | 5 000           | 12 000                 | 48,6 | 14,3 | 34,4 | 7,05 | 106  |
| 1985-1990 | 16 000              | 5 000           | 11 000                 | 39,6 | 12,1 | 27,5 | 6,00 | 95   |
| 1990-1995 | 17 000              | 5 000           | 12 000                 | 36,6 | 11,0 | 25,6 | 5,30 | 89   |
| 1995-2000 | 20 000              | 6 000           | 15 000                 | 38,6 | 10,6 | 28,0 | 5,30 | 83   |
| 2000-2005 | 24 000              | 6 000           | 18 000                 | 40,2 | 10,1 | 30,0 | 5,30 | 78   |
| 2005-2010 | 27 000              | 7 000           | 20 000                 | 39,0 | 9,4  | 29,5 | 5,08 | 72   |
| * TBN = Tasa bruta de natalidad (por 1000); TBM = tasa bruta de mortalidad (por 1000); CN = cambio natural (por 1000); TMI = tasa de mortalidad infantil por cada 1000 nacimientos; TFR = tasa de fecundidad total (número de hijos por mujer) |                     |                 |                        |      |      |      |      |      |

### Fertilidad y nacimientos
Tasa de Fertilidad Total (TFR) (tasa de fertilidad buscada) y tasa de natalidad bruta (TNB):
| Año  | TBN (Total) | TMI (Total) | TBN (Urbano) | TMI (Urbano) | TBN (Rural) | TMI (Rural) |
| ---- | ----------- | ----------- | ------------ | ------------ | ----------- | ----------- |
| 1996 | 33,9        | 5,1 (3,7)   | 28,9         | 4,1 (3,1)    | 35,8        | 5,5 (4,0)   |
| 2012 | 32,3        | 4,3 (3,2)   | 27,7         | 3,5 (2,5)    | 34,5        | 4,8 (3,5)   |

Estructura de la población (DHS 2012) (hombres 11 088, mujeres 12 284 = 23 373):
| Grupo de edad | Hombres (%) | Mujeres (%) | Total (%) |
| ------------- | ----------- | ----------- | --------- |
| 0-4           | 15,5        | 13,6        | 14,5      |
| 5-9           | 15,0        | 13,8        | 14,4      |
| 10-14         | 13,9        | 11,8        | 12,8      |
| 15-19         | 10,1        | 11,2        | 10,7      |
| 20-24         | 6,8         | 8,6         | 7,8       |
| 25-29         | 5,4         | 7,8         | 6,7       |
| 30-34         | 5,8         | 6,5         | 6,2       |
| 35-39         | 6,0         | 5,4         | 5,7       |
| 40-44         | 4,5         | 4,0         | 4,2       |
| 45-49         | 3,2         | 2,5         | 2,9       |
| 50-54         | 2,9         | 4,9         | 3,9       |
| 55-59         | 1,7         | 2,2         | 2,0       |
| 60-64         | 3,3         | 2,6         | 2,9       |
| 65-69         | 1,5         | 1,3         | 1,4       |
| 70-74         | 2,3         | 1,7         | 2,0       |
| 75-79         | 0,8         | 0,8         | 0,8       |
| 80+           | 1,2         | 1,3         | 1,3       |
| desconocido   | 0,1         | 0,1         | 0,1       |

| Grupo de edad | Hombres (%) | Mujeres (%) | Total (%) |
| ------------- | ----------- | ----------- | --------- |
| 0-14          | 44,4        | 39,2        | 41,7      |
| 15-64         | 49,7        | 55,6        | 52,7      |
| 65+           | 5,8         | 5,1         | 5,5       |

Datos de fertilidad a partir de 2012 (Programa DHS):
| Región   | Tasa de fertilidad total | Porcentaje de mujeres de 15 a 49 años actualmente embarazadas | Promedio de niños nacidos de mujeres de 40 a 49 años |
| -------- | ------------------------ | ------------------------------------------------------------- | ---------------------------------------------------- |
| Mwali    | 5,0                      | 6,8                                                           | 6,3                                                  |
| Ndzuwani | 5,2                      | 6,7                                                           | 5,8                                                  |
| Ngazidja | 3,5                      | 6,5                                                           | 4,6                                                  |

## CIA World Factbook estadísticas demográficas
Las siguientes estadísticas demográficas provienen del CIA World Factbook, a menos que se indique lo contrario.

### Población
690.948 (julio de 2006)

### Estructura de edad
0-14 años: 42,7% (m. 148.009/f. 147.038)
15-64 años: 54,3% (m. 185.107/f. 190.139)
65 años y mayores: 3% (m. 9.672/f. 10.983) (2006 est.)

### Mediana edad
Total: 18,6 años
Hombres: 18,4 años
Mujeres: 18,9 años (2006 est.)

### Ratio de crecimiento demográfico
2,87% (2006 est.)

### Ratio sexual
En el nacimiento: 1,03 hombres/mujer
por debajo de los 15 años: 1,01 hombres/mujer
15-64 años: 0,97 hombres/mujer
65 años y mayores: 0,88 hombres/mujer
Total de la población: 0,99 hombres/mujer (2006 est.)

### Esperanza de vida al nacer
Total: 62,33 años
Hombres: 60 años
Mujeres: 64,72 años (2006 est.)

### VIH/sida
Tasa de prevalencia en adultos: 0,12% (2001 est.)
Gente viviendo con VIH/sida: Sin datos
Muertes: sin datos

### Nacionalidad
Nombre: Comorense

### Religión
| Religión Comoras | Religión Comoras | Religión Comoras | Religión Comoras | Religión Comoras |
| ---------------- | ---------------- | ---------------- | ---------------- | ---------------- |
| Religión         |                  |                  |                  |                  |
| Islam            | Islam            |                  | 98 %             | 98 %             |
| Chistianismo     | Chistianismo     |                  | 2 %              | 2 %              |

El Islam suní es la religión dominante, representando hasta el 98% de la población. Una minoría de la población de Comoras, en su mayoría inmigrantes de la Francia metropolitana, son católicos.

### Idiomas
El idioma más común en las Comoras es el idioma comorano, o Shikomori. Es un idioma relacionado con idioma suajili, con cuatro variantes diferentes (Shingazidja, Shimwali, Shinzwani y Shimaore) que se habla en cada una de las cuatro islas. Los alfabetos árabe y latino se usan ambos, el árabe ha sido el más utilizado históricamente, y recientemente se ha desarrollado una escritura oficial para la escritura latín.
El árabe y el francés también son lenguas oficiales, junto con comorano. El árabe es ampliamente conocido como un segundo idioma, siendo el lenguaje de la enseñanza del Corán. El francés es el idioma administrativo y el idioma de toda la educación formal no-coránica. El idioma malgache, bushi, es hablado por aproximadamente un tercio de la población de Mayotte.

### Alfabetismo
Definición: mayores de 15 años pueden leer y escribir
Población total: 56,5%
Masculino: 63,6%
Femenino: 49,3% (2003 est.)